# تی قطب‌نما
تی قطب‌نما یک ستاره است که در صورت فلکی قطب‌نما قرار دارد.